# Sant Esteve de les Roures
Sant Esteve de les Roures es un municipio ficticio creado por error por la Guardia Civil en el año 2018, en un intento de referirse a los hechos acaecidos durante la celebración del referéndum del 1 de octubre de 2017 en la localidad barcelonesa de Sant Esteve Sesrovires.

## Historia
Después del referéndum del 1 de octubre y las Elecciones al Parlamento de Cataluña de 2017, la Guardia Civil documentó ante el Tribunal Supremo 315 actos de supuesta violencia o agresión contra las fuerzas y cuerpos de seguridad en Cataluña. Según el informe de la Guardia Civil que publicó el diario El Mundo, algunos de los episodios más violentos tuvieron lugar en Sant Esteve de les Roures y explica:
uno de los manifestantes que ya había agredido a otros agentes aprovechó la caída de uno de ellos, que quedó totalmente indefenso para propinarle una brutal patada en la parte posterior de la cabeza". En este mismo lugar, el conductor de una motocicleta intentó atropellar a un policía y robarle el arma reglamentaria.
Este caso fue comparado con el sucedido en el inexistente pueblo de Arralde, en Euskadi, donde se ubica la serie de ficción de la ETB, Goenkale, emitida de 1994 a 2005, en la que el juez Baltasar Garzón ordena a las fuerzas policiales impedir un acto de homenaje a tres presos vascos. Debido a esta equivocación de la Guardia Civil el hecho empezó a popularizarse en las redes sociales, principalmente en Twitter donde se crearon cuentas de los servicios del municipio como el aeropuerto, ayuntamiento o la policía. Algunas de estas cuentas llegaron a superar los 10.000 seguidores. La cuenta del ayuntamiento logró posicionarse en el segundo puesto de cuentas de ayuntamientos catalanes más seguidas. La cuenta se encuentra actualmente bloqueada.